# Chartoloma
Chartoloma là chi thực vật có hoa trong họ Cải.